# فلاویا ریگامونتی
فلاویا ریگامونتی (به انگلیسی: Flavia Rigamonti) (زادهٔ ۱ ژوئیهٔ ۱۹۸۱) شناگر اهل سوئیس است.